# Tephrina nemorivaga
Tephrina nemorivaga är en fjärilsart som beskrevs av Hans Daniel Johan Wallengren 1872. Tephrina nemorivaga ingår i släktet Tephrina och familjen mätare. Inga underarter finns listade i Catalogue of Life.